# Кошкино
Ко́шкино (рос. Кошкино) — село у складі Білозерського району Курганської області, Росія. Входить до складу Ричковської сільської ради.
Населення — 79 осіб (2010, 83 у 2002).